# 1509 Esclangona
Az 1509 Esclangona (ideiglenes jelöléssel 1938 YG) egy kisbolygó a Naprendszerben. André Patry fedezte fel 1938. december 21-én, Nizzában.